# Roscoea scillifolia
Roscoea scillifolia är en enhjärtbladig växtart som först beskrevs av François Gagnepain, och fick sitt nu gällande namn av Elizabeth Jill Cowley. Roscoea scillifolia ingår i släktet Roscoea och familjen Zingiberaceae. Inga underarter finns listade i Catalogue of Life.

## Bildgalleri

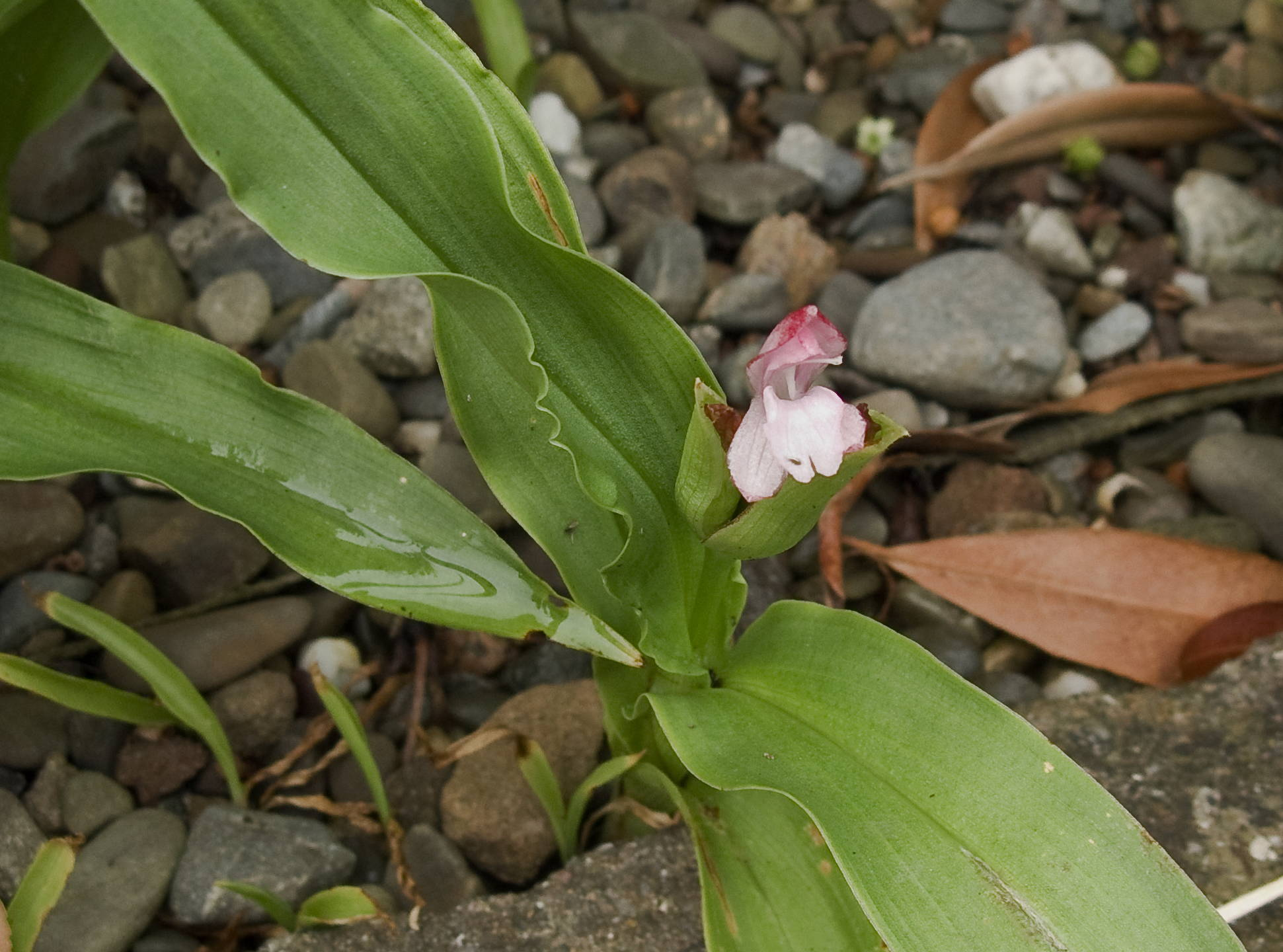
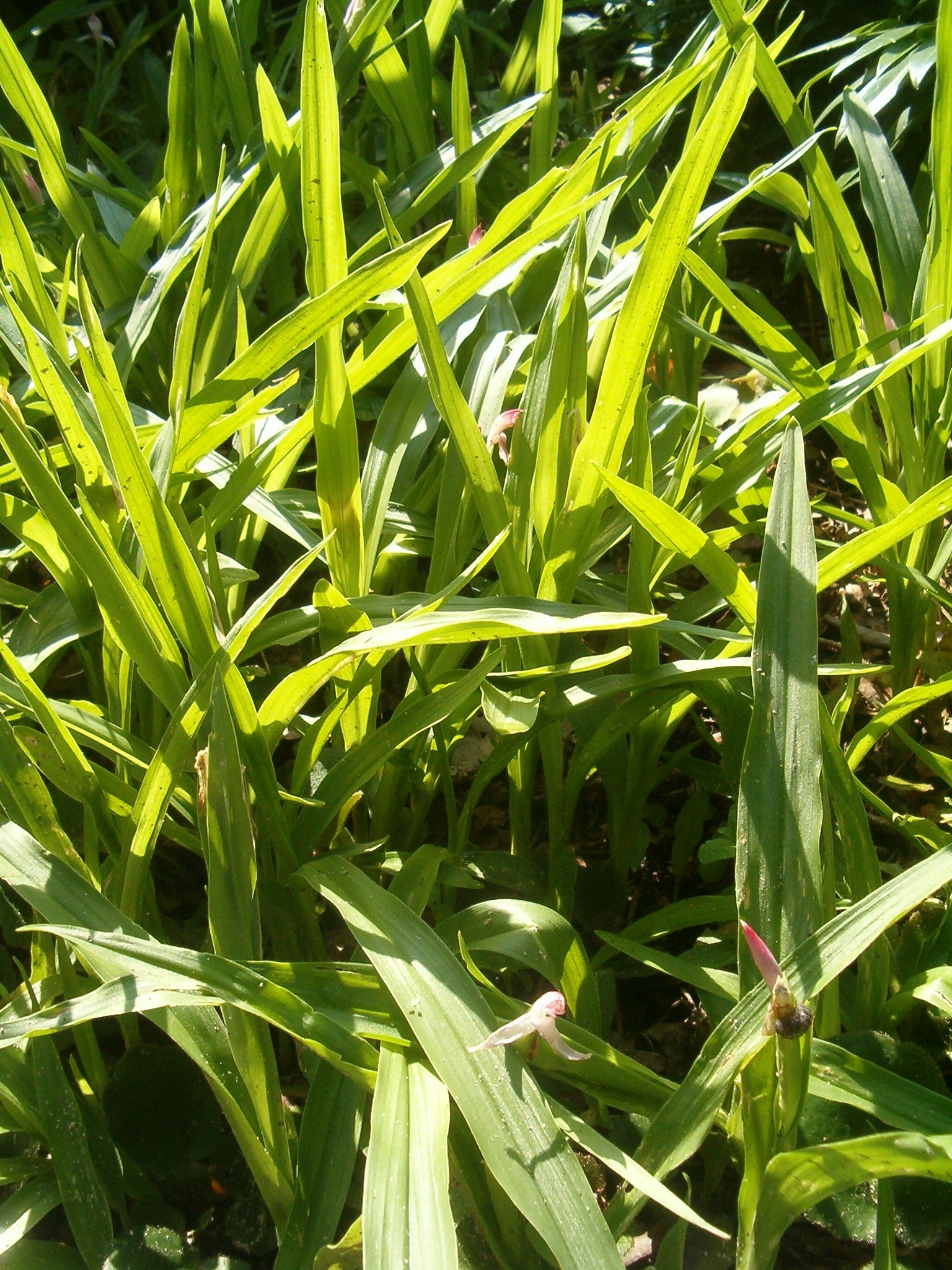
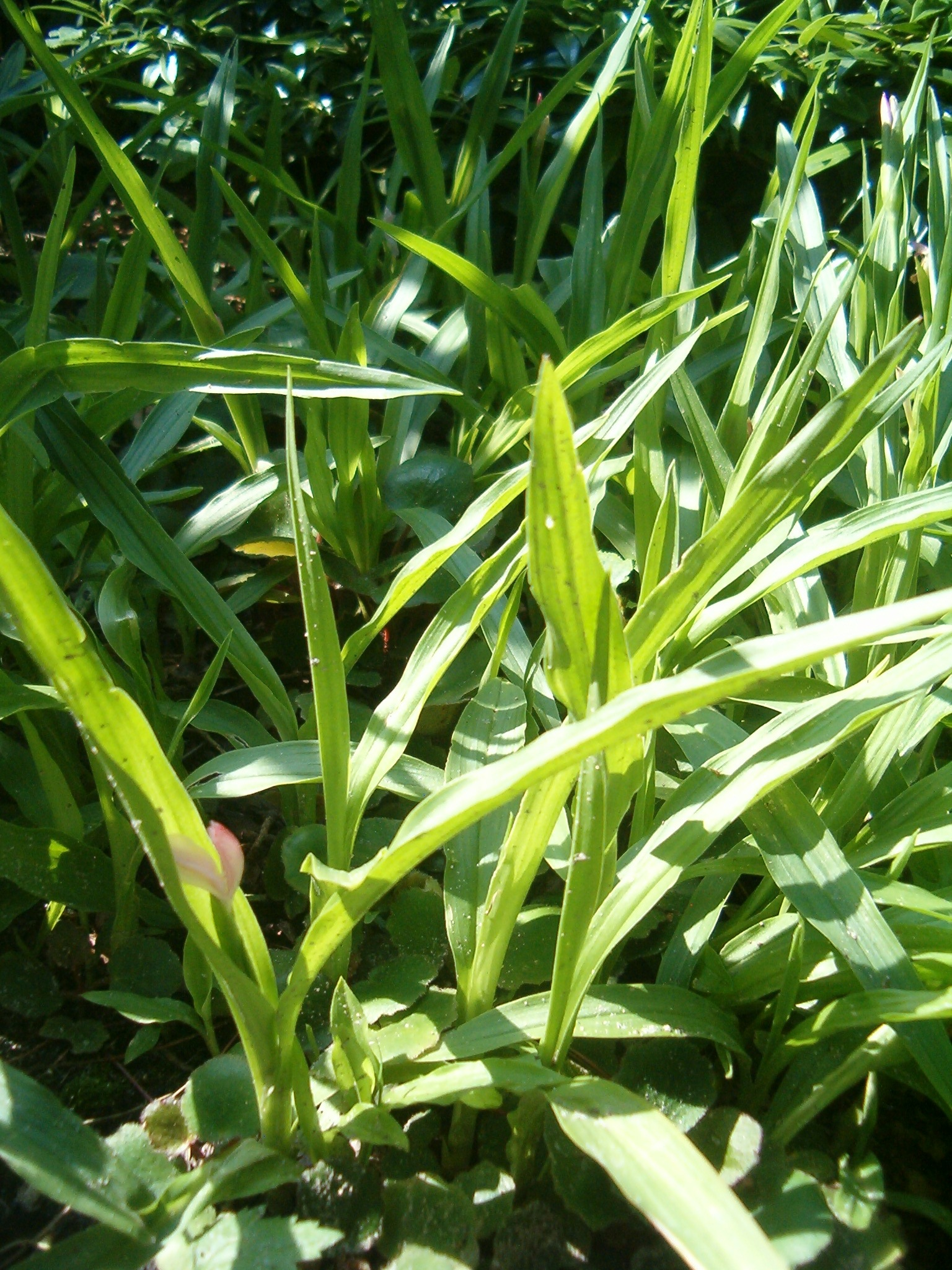
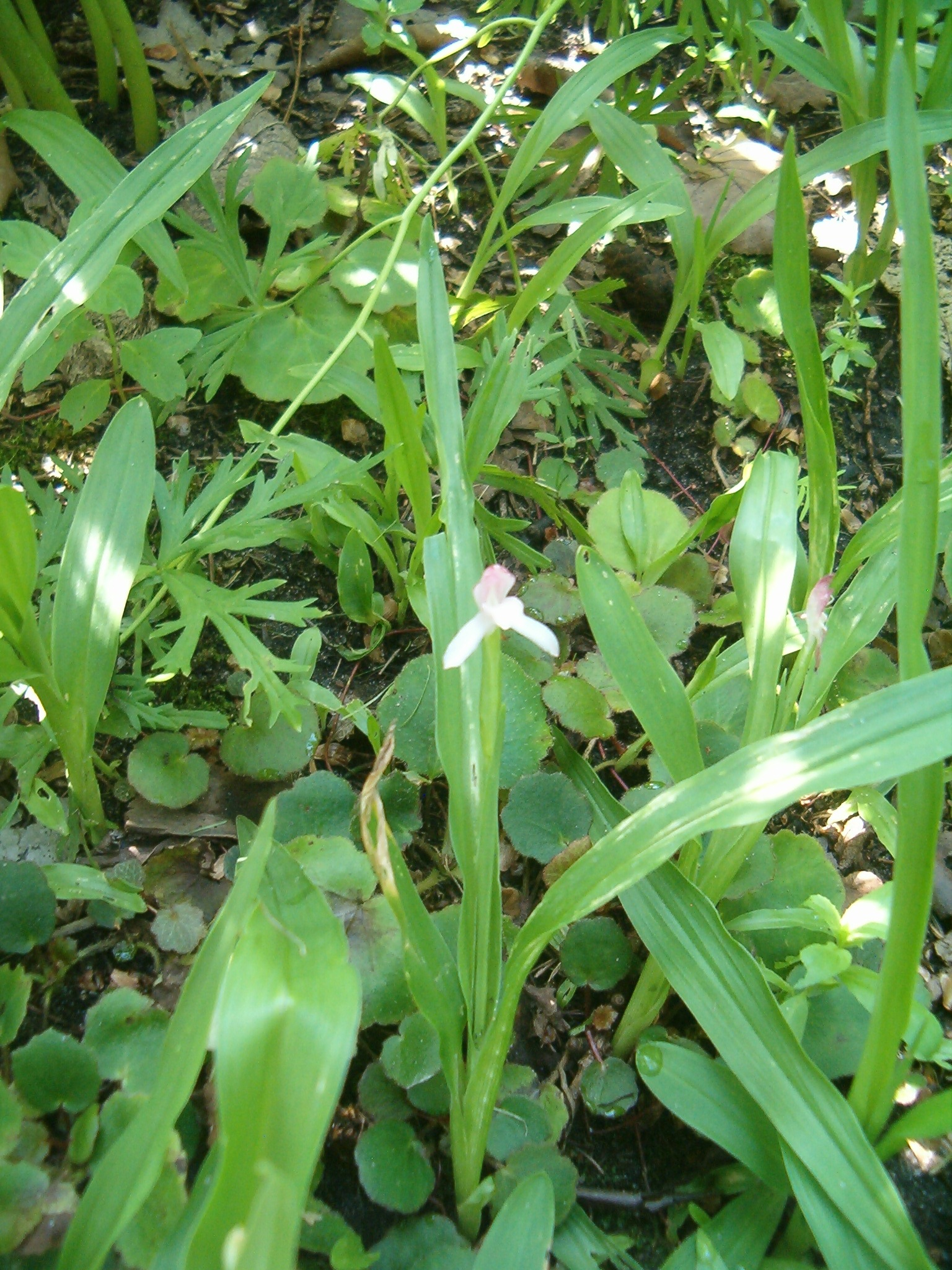